# フランギス・アリ＝ザデー
フランギス・アリ＝ザデー（アゼルバイジャン語: Firəngiz Əlizadə, ロシア語: Франгиз Али-Заде, ラテン文字の転写例：Franghiz Ali-Zadeh, 1947年5月29日 バクー - ）は、アゼルバイジャン出身の女性作曲家・ピアニスト。

## 経歴
1947年、バクー生まれ。バクー音楽院に進み、ピアノをウルファン・ハリロフ(Урфан Халилов)(1970年修了)、作曲をカラ・カラーエフ(1972年修了)に師事して学ぶ。
1976年から母校のバクー音楽院で教鞭をとり、1990年より同音楽院教授。1993～1996年にはトルコ・メルシン音楽院でオペラ合唱責任者として教える。1999年よりドイツに居住したが、2007年に故国へ戻り、アゼルバイジャン作曲家同盟の議長に選ばれている。

## 作曲作品・作風
アゼルバイジャンの民族音楽に伝統のムガム様式と、アルノルト・シェーンベルクやカラ・カラーエフに触発された20世紀ヨーロッパの作曲技法とを両立させた作風を採る。西側ではクロノス・カルテットやヨーヨー・マに支持され、早くから著名であった。

## 註
- Alternative transliterations include: Firangiz, Frangis, Frangiz, Franguiz; Ali-Sade, Ali-Zade and Alizade.